# Статуя Царя Всесвіту Ісуса Христа (Свебодзін)
Статуя Царя Всесвіту Ісуса Христа (пол. Figura Jezusa Chrystusa Króla Wszechświata) — найбільша у світі статуя Ісуса Христа, встановлена 2010 року у місті Свебодзін Любуського воєводства, Польща.

## Характеристика
Загальна висота пам'ятника становить близько 52 м, що вище монумента «Крісто-де-ла-Конкордія» в Кочабамбі (40,44 м з п'єдесталом) і статуї Христа-Спасителя в Ріо-де-Жанейро (39,6 м з п'єдесталом). Висота самої статуї з короною становить 36 м, а висота кам'яно-земляного пагорба — 16 м. Висота двох інших статуй без постаментів становить 34,2 м і 30 м відповідно. Максимальна ширина статуї (відстань між кінчиками пальців) становить близько 25 м.
Задум всіх трьох скульптур повторюється: Христос, розкинувши руки в сторони, звернений до пастви благословляє поглядом. Композиційно ці статуї нагадують хрест — один з основних символів християнства.
Пустотілий пам'ятник виконаний з монолітного залізобетону на сталевому каркасі. Маса конструкцій становить 440 т. Монтаж здійснювався поетапно: спочатку краном встановлений корпус статуї, потім плечовий пояс і голова з короною.
Позолочена корона статуї має 3,5 метра в діаметрі і близько 3 м у висоту. Голова пам'ятника має висоту 4,5 м і важить 15 тонн. За іншими даними, голова виконана з твердого пластику, а не з бетону, як передбачалося спочатку, завдяки чому її вага зменшилася втричі.

## Використання у якості телекомунікаційної вежі
У квітні 2018 року журналісти сфотографували монумент з дрона, в результаті чого в короні статуї були помічені телекомунікаційні передавачі. Офіційно місцева церква чи влада про це не заявляли, але представник інтернет-провайдера підтвердив, що передавачі дійсно встановлені на об'єкті для роздачі мережі, в тому числі найближчим селам.